# Distribució el·líptica
En probabilitat i estadística, una distribució el·líptica és qualsevol membre d'una família àmplia de distribucions de probabilitat que generalitzen la distribució normal multivariada. Intuïtivament, en el cas simplificat de dues i tres dimensions, la distribució conjunta forma una el·lipse i un el·lipsoide, respectivament, en gràfics d'isodensitat.
En estadística, la distribució normal s'utilitza en l'anàlisi multivariant clàssica, mentre que les distribucions el·líptiques s'utilitzen en l'anàlisi multivariant generalitzada, per a l'estudi de distribucions simètriques amb cues que són pesades, com la distribució t multivariant, o lleugeres (en comparació amb la normal distribució). Alguns mètodes estadístics que van ser motivats originalment per l'estudi de la distribució normal tenen un bon rendiment per a distribucions el·líptiques generals (amb variància finita), particularment per a distribucions esfèriques (que es defineixen a continuació). Les distribucions el·líptiques també s'utilitzen en estadístiques robustes per avaluar els procediments estadístics multivariants proposats.

## Definició
Les distribucions el·líptiques es defineixen en termes de la funció característica de la teoria de la probabilitat. Un vector aleatori {\displaystyle X} en un espai euclidià té una distribució el·líptica si la seva funció característica {\displaystyle \phi } compleix la següent equació funcional (per a cada vector columna {\displaystyle t})
{\displaystyle \phi _{X-\mu }(t)=\psi (t'\Sigma t)}
per a algun paràmetre d'ubicació {\displaystyle \mu }, alguna matriu definida no negativa {\displaystyle \Sigma } i alguna funció escalar {\displaystyle \psi }. La definició de distribucions el·líptiques per a vectors aleatoris reals s'ha ampliat per acomodar vectors aleatoris en espais euclidians sobre el camp dels nombres complexos, facilitant així les aplicacions en l'anàlisi de sèries temporals. Hi ha mètodes computacionals disponibles per generar vectors pseudoaleatoris a partir de distribucions el·líptiques, per utilitzar-los en simulacions de Monte Carlo, per exemple.
Algunes distribucions el·líptiques es defineixen alternativament en termes de les seves funcions de densitat. Una distribució el·líptica amb una funció de densitat f té la forma:
{\displaystyle f(x)=k\cdot g((x-\mu )'\Sigma ^{-1}(x-\mu ))}
on {\displaystyle k} és la constant normalitzadora, {\displaystyle x} és un vector aleatori {\displaystyle n}-dimensional amb vector mitjà {\displaystyle \mu } (que també és el vector mitjà si aquest últim existeix), i {\displaystyle \Sigma } és una matriu definida positiva que és proporcional a la matriu de covariància si aquesta existeix.

## Aplicacions
1. ↑  «BIOS 6611 Biostatistical Methods I. Spherical and Elliptical Distributions» ( PDF) (en anglès). John Hughes. Arxivat de l'original el 2023-07-08. [Consulta: 8 juliol 2023].
2. ↑  «5.4 Spherical and Elliptical Distributions» (en anglès). Humboldt-Universität zu Berlin. Escola de Negocis i Economia.
3. ↑  «Elliptical-distributions» (en anglès). ARPM.
4. ↑  «Generalized Elliptical Distributions: Theory and Applications» ( PDF) (en anglès). CORE.
5. ↑  Owen, Joel; Rabinovitch, Ramon «On the Class of Elliptical Distributions and their Applications to the Theory of Portfolio Choice» ( PDF) (en anglès). The Journal of Finance, 38, (3), 1983, pàg. 745–752. DOI: 10.2307/2328079. ISSN: 0022-1082.